# Come un uragano (miniserie televisiva)
Come un uragano è una miniserie televisiva italiana del 1971 suddivisa in cinque puntate, scritta da Biagio Proietti e Franca Cancogni e diretta da Silverio Blasi.

## La fiction
È stata trasmessa sul Programma Nazionale (l'odierna Rai 1) dal 28 novembre al 12 dicembre 1971.
Si tratta della sesta trasposizione televisiva della Rai di un'opera del grande scrittore britannico Francis Durbridge. Una versione era già stata creata dal servizio pubblico britannico BBC ed era andata in onda sulla BBC Two nel 1966 con il titolo Bat Out of Hell.
La canzone di chiusura, Diana (di Nohra-Nicolai), era cantata da David King.
Come un uragano ebbe una audience di quasi 22 milioni di spettatori a puntata, e con punte di oltre 25 nell'ultima, risultando il terzo spettacolo più visto del 1971.

## Cast
Alla base della fortuna del giallo c'era un cast di altissimo livello: Alberto Lupo, che torna ad interpretare Durbridge dopo Un certo Harry Brent, nei panni dell'ispettore Clay; la ventitreene Delia Boccardo è Diana Stewart complice pentita dell'omicidio del marito Geoffrey (Sergio Rossi); Corrado Pani, che interpreta il perfido amante Mark Paxton; Renzo Montagnani amico di Geoffrey ma innamorato di Diana; Adriana Asti e Cesare Barbetti sono gli ambigui coniugi Cooper, la grande attrice di teatro Nora Ricci fa la zitella ficcanaso Kitty Ryan; Renato De Carmine è il mafioso Albert Roach; lo stesso regista Silverio Blasi fa un cameo nel ruolo dell'allibratore Ken Harding. Nella quarta puntata appare la sorella di Delia Boccardo, Gabriella Grimaldi, in un ruolo chiave.

## Trama
L'ispettore John Clay di Scotland Yard si trova ad Alunbury, nel Suffolk, ufficialmente per dare il cambio al collega e vecchio amico Booth che deve andare in ferie, in realtà per indagare su un grosso giro di scommesse ippiche truccate. La cittadina è tuttavia scossa dall'omicidio di Geoffrey Stewart, il cui cadavere viene ritrovato in una pietraia a ridosso dell'ippodromo di proprietà di Albert Roach, il cui nome era già al centro dell'indagine principale dell'ispettore Clay. Stewart è stato ucciso dall'amministratore della sua agenzia immobiliare Mark Paxton, amante della moglie Diana, che in un primo momento aveva nascosto la salma in un villino a disposizione dell'agenzia. Nulla però è come sembra: Paxton non trova più il cadavere di Stewart, il corpo senza vita è stato ucciso a sprangate, mentre Paxton ha usato una pistola, e il signor Stewart si rifà vivo al telefono con la moglie e con l'amica Glenda Cooper.

## Colonna sonora
I brani Diana e Shadows di Bruno Nicolai sono cantati da Annibale Giannarelli con lo pseudonimo David King.